# Siri Sande

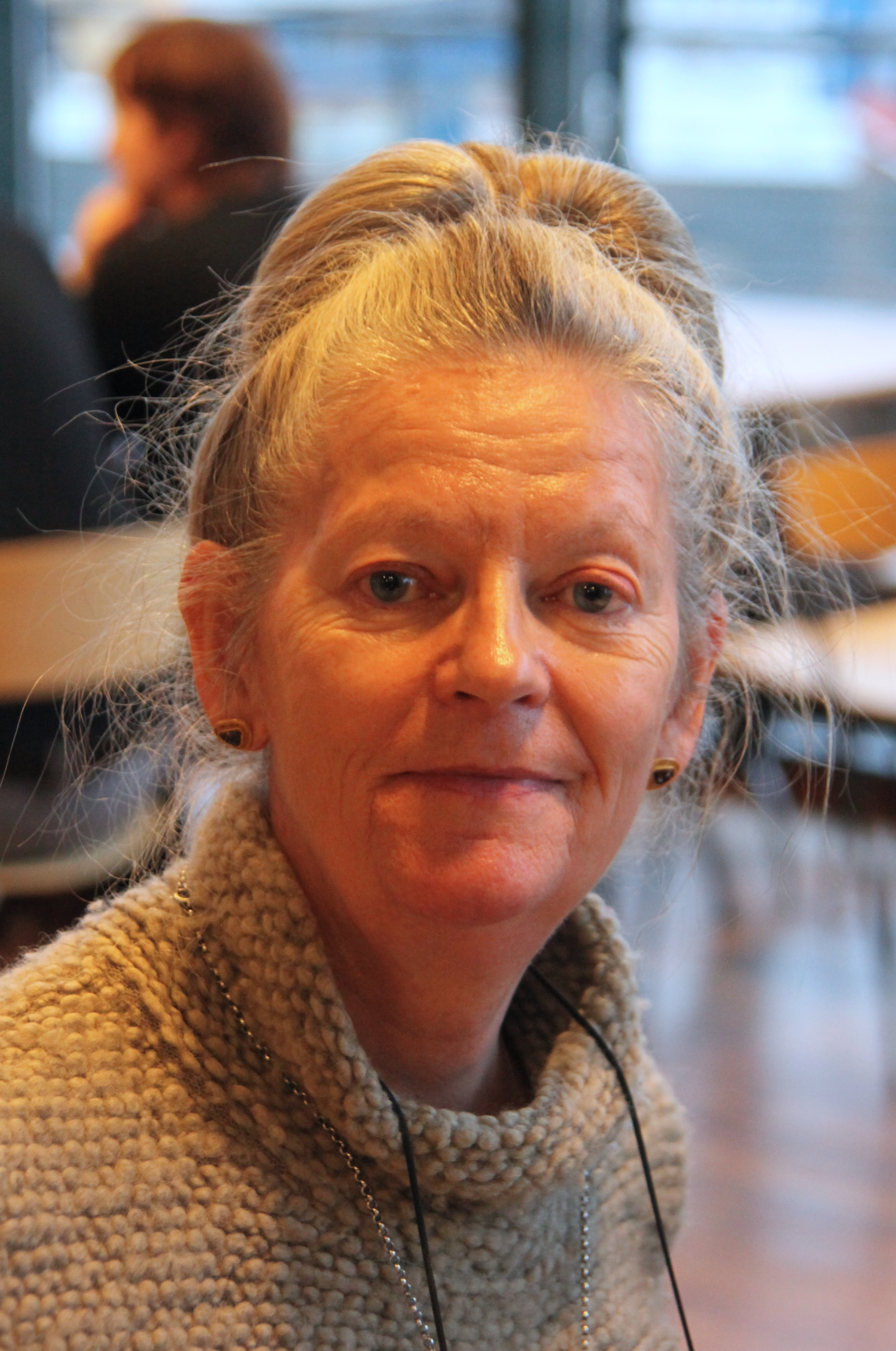
Siri Sande

Siri Sande (* 27. September 1943) ist eine norwegische Klassische Archäologin.
Siri Sande, Tochter des Schriftstellers Jakob Sande, studierte an der Universität Oslo bei Hans Peter L’Orange. 1975 begann sie dort ihre Tätigkeit als Dozentin. Von 1983 bis 1990 war sie Assistentin am Norwegischen Institut in Rom, dessen Direktorin sie von 2003 bis 2007 war. Von 1996 bis zu ihrer Emeritierung 2010 war sie Professorin für Klassische Archäologie an der Universität Oslo.
Ihr Hauptforschungsgebiet ist die römische Kunst und Architektur.